# Pollia
Pollia ist eine Gattung aus der Familie der Commelinagewächse (Commelinaceae). Die knapp zwanzig Arten sind vor allem in tropischen bis warmgemäßigten (temperaten) Breiten der Alten Welt verbreitet, mit einer Art auch in Amerika. Sie wachsen vor allem im Unterwuchs von Wäldern.

## Beschreibung
Pollia-Arten sind ausdauernde, krautige Pflanzen mit unterirdischen (Rhizomen), seltener  oberirdischen (Stolonen) Trieben als Überdauerungsorganen, aus denen meist einfache und unverzweigte, aufrechte oder aufsteigende einjährige Triebe aufwachsen, die oft in Herden oder Gruppen beieinander stehen. Bei einigen Arten wird der Trieb durch Adventivwurzeln aus den basalen Knoten gestützt. Der Trieb und die Achse des Blütenstands sind durch meist wollig behaarte Blattscheiden eingehüllt. Die Laubblätter sind wechselständig mit schraubiger Blattstellung. Sie sind je nach Art kurz gestielt oder sitzend. Die einfache, parallelnervige Blattspreite ist elliptisch bis umgekehrt eiförmig, mit keilförmigen Spreitengrund und zugespitztem Apex, sie erreicht meist 10 bis 15 Zentimeter Länge, selten bis 30 Zentimeter. Sie sind auf der Oberseite glatt und oft glänzend, auf der Unterseite behaart oder unbehaart. In Knospenlage sind sie eingerollt (involut).
Die Blüten stehen in endständigen Thyrsen, deren Äste mehrblütige Wickel bilden, die beim Aufblühen von Tragblättern eingehüllt werden, deren Spreite manchmal laubblattartig ist. Die Einzelblüten sind kurz gestielt und jeweils von einem oder zwei Hochblättern eingefasst. Die Einzelblüten sind radiärsymmetrisch (aktinomorph), seltener schwach zygomorph. Die drei freien Kelchblätter sind grün oder kronblattartig farbig, die drei freien Kronblätter untereinander gleich oder das unterste etwas abweichend gestaltet. Sie sind weiß, blau, purpurn oder gelblichgrün gefärbt, manchmal gefleckt, bei einigen Arten mit einem stielartigen unteren Abschnitt (genagelt). Die sechs Staubblätter sind untereinander gleich oder in zwei Ringe von je drei kurzen und drei längeren differenziert, manchmal sind die inneren drei zu Staminodien verkümmert. Der Fruchtknoten ist dreikammerig. Die Früchte sind kugelig, elliptisch bis abgerundet dreieckig, beerenartig und nicht aufspringend, sie sind meist schwarz gefärbt, oft mit blauem Metallschein. In jedem der drei Fruchtfächer sitzen (1-) 3 bis 8 (-10) grau, graubraun bis dunkelbraun gefärbte, polygonale bis abgeplattete Samen in zwei Reihen.

## Ökologie und Standort
Die Arten wachsen im Unterwuchs tropischer, subtropischer bis warm-gemäßigter Wälder oder an feuchten, beschatteten gestörten Stellen.

## Verbreitung
Die Gattung Pollia hat ihren Verbreitungsschwerpunkt in den Tropen der Alten Welt, in Ostasien. In China kommen acht Arten vor (darunter ein Endemit), in Indien fünf. Die Verbreitung reicht über die ostasiatische Inselwelt bis ins tropische Australien (Queensland und New South Wales) mit zwei dort endemischen Arten, deren Zugehörigkeit zur Gattung aber 2021 bestritten wurde. In Afrika kommen drei Arten, eine (oder zwei) weitere auf der Insel Madagaskar vor. 1978 wurde eine einzige Art, Pollia americana, in Amerika (in Panama) neu entdeckt, aber seit der Erstbeschreibung nie wiedergefunden.

## Taxonomie und Systematik

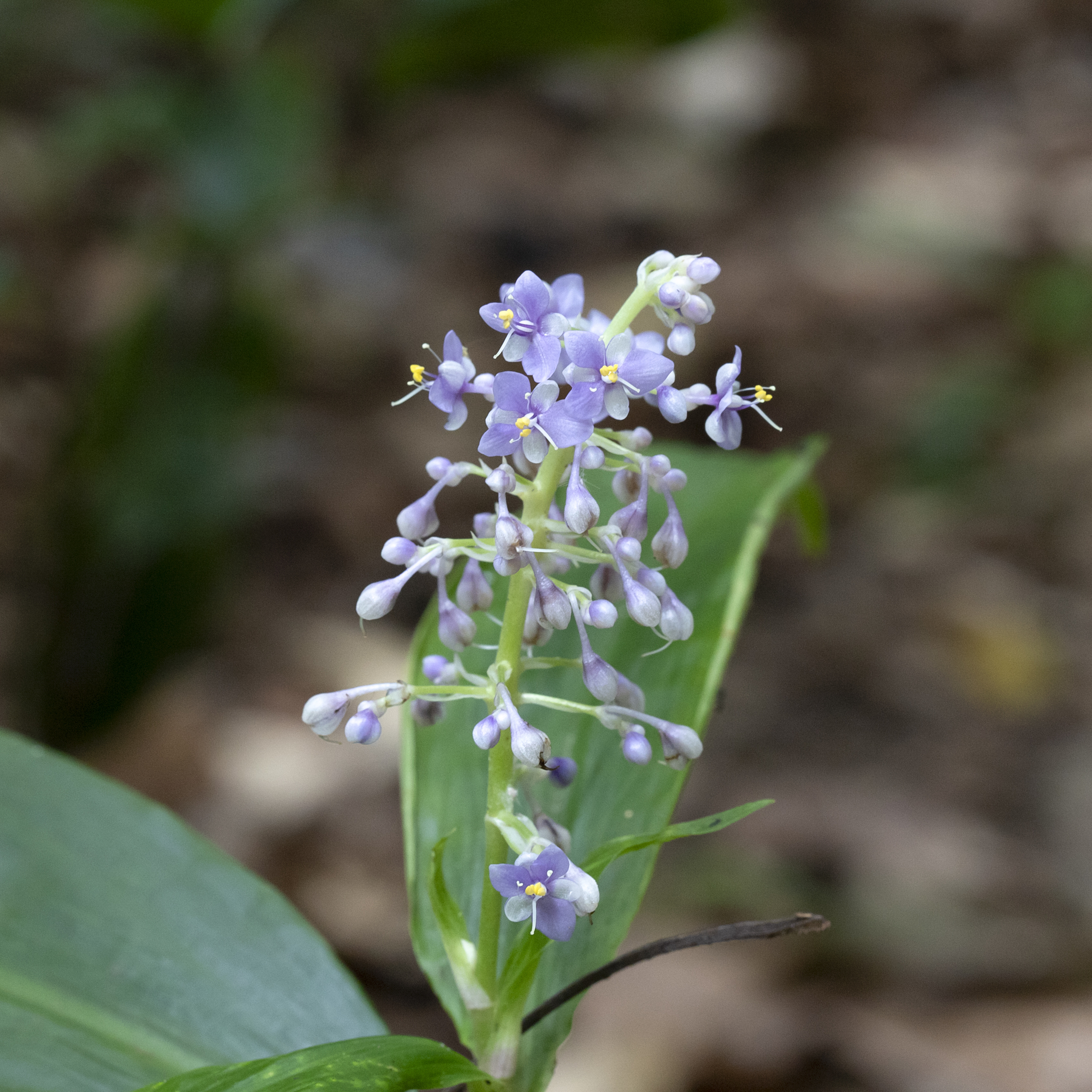
Pollia macrophylla

Die Gattung Pollia wurde durch den schwedischen Naturforscher Carl Peter Thunberg in seinem Werk Nova Genera Plantarum erstbeschrieben. Typusart ist die im gleichen Werk erstbeschriebene Pollia japonica. Thunberg benannte die Gattung zu Ehren von Jan (Pietersz) van de Poll, einem niederländischen Patrizier und Bürgermeister von Amsterdam, der zu den Geldgebern seiner Japanreise gehörte.
Die Gattung wird traditionell der Tribus Commelinae in der Unterfamilie Commelinoideae der Familie  der Commelinagewächse (Commelinaceae) zugeordnet. Bei genetischen Studien wurde diese Gliederung bestätigt und als Schwestergruppe die ostasiatische Gattung Dictyospermum ermittelt.
Die Datenbank Plants of the World Online des Royal Botanic Gardens, Kew, listet im Jahr 2022 19 Arten:
- Pollia americana Faden (Panama)
- Pollia bracteata K.Schum. (Tansania)
- Pollia condensata C.B.Clarke (Afrika vom Sudan im Norden bis Mosambik im Süden)
- Pollia crispata (R.Br.) Benth. (Osten Australiens). Sollte nach Chung-Kun Lee und Kollegen in die Gattung Aneilema transferiert werden.[6]
- Pollia gracilis C.B.Clarke (Madagaskar und Komoren)
- Pollia hasskarlii R.S.Rao (Ostasien)
- Pollia japonica Thunb. (Ostasien, nördlich bis Korea)
- Pollia macrobracteata D.Y.Hong (China (Guanxi))
- Pollia macrophylla (R.Br.) Benth. (Ostasien bis Australien)
- Pollia mannii C.B.Clarke (Afrika, von Äthiopien im Norden bis Tansania im Süden)
- Pollia miranda (H.Lév.) H.Hara (Ostasien)
- Pollia papuana Ridl. (Endemit von Neuguinea)
- Pollia pentasperma C.B.Clarke (Indien (Assam))
- Pollia sambiranensis H.Perrier (angegeben von Madagaskar)
- Pollia secundiflora (Blume) Bakh.f. (Ostasien)
- Pollia subumbellata C.B.Clarke (Ostasien)
- Pollia sumatrana Hassk. (Ostasien)
- Pollia thyrsiflora (Blume) Steud. (Ostasien)
- Pollia verticillata Hallier f. (Endemit von Neuguinea)